# Человек-муравей (мультсериал)
«Человек-муравей» — американский мультсериал, основанный на одноимённом персонаже Marvel Comics. Премьера состоялась 10 июня 2017 года на канале Disney XD. Джош Китон озвучил Человека-муравья, а Мелисса Рауш — Осу. Сериал был создан Уго Бьенвену из Passion Studios и Кевином Маначем.

## Сюжет
Скотт Лэнг (Человек-муравей) борется со своими врагами, такими как Жёлтый шершень, Вихрь, Яйцеголовый, и противостоит вторжению миниатюрных инопланетян вместе с Хоуп ван Дайн (Осой) и Хэнком Пимом.

## Актёры и персонажи
- Джош Китон — Скотт Лэнг / Человек-муравей
- Мелисса Рауш — Хоуп ван Дайн / Оса
- Ди Брэдли Бейкер — Хэнк Пим
- Уильям Салиерс — Жёлтый шершень
- Лора Бэйли — Кэсси Лэнг
- Эрик Бауза — лидер пришельцев (в эпизоде Alien Invasion)
- Нолан Норт — Истребитель
- Сэм Ригель — Яйцеголовый
- Фред Таташор — Вихрь

## Эпизоды
| № | Название                                  | Дата премьеры |
| - | ----------------------------------------- | ------------- |
| 1 | «Научная выставка» «Science Fair»         | 10 июня 2017  |
| 2 | «Инопланетное вторжение» «Alien Invasion» | 10 июня 2017  |
| 3 | «Время супа» «Soup Time»                  | 10 июня 2017  |
| 4 | «Истребитель» «Exterminator»              | 11 июня 2017  |
| 5 | «Протонный куб» «Proton Cube»             | 11 июня 2017  |
| 6 | «Не свидание» «Not a Date»                | 11 июня 2017  |